# Alexander Alexandrowitsch Bogdanow

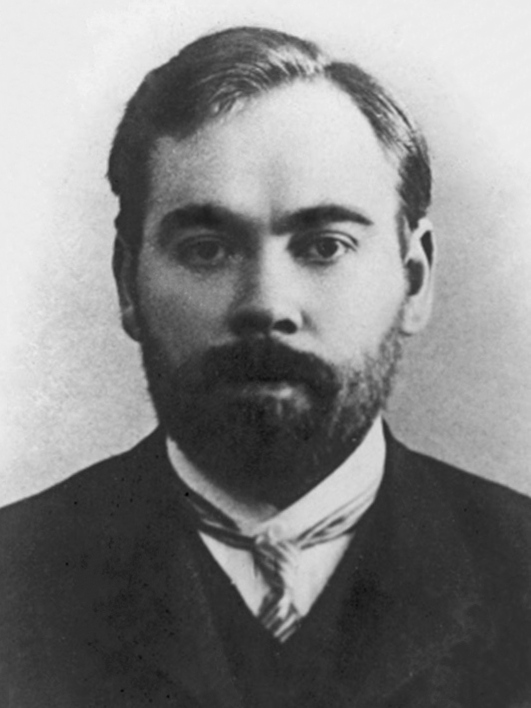
Alexander Bogdanow

Alexander Alexandrowitsch Bogdanow (russisch Александр Александрович Богданов; eigentlich Alexander Alexandrowitsch Malinowski; * 10. Augustjul. / 22. August 1873greg. in Sokalko; † 7. April 1928 in Moskau), von Beruf Arzt, war ein russischer Philosoph, Ökonom, Soziologe und Verfasser utopischer Romane. Sein Deck- bzw. Kampfname war Maximow.

## Biografie
Bogdanow, Sohn eines Landlehrers, war das zweite von sechs Kindern. Nach dem Gymnasialabschluss in Tula 1892 begann er ein naturwissenschaftliches Studium an der Moskauer Universität, wo er wegen verbotener politischer Betätigung verhaftet und nach Tula geschickt wurde. Dort beteiligte er sich an der Arbeit sozialdemokratischer Zirkel und war ab 1896 Mitglied der SDAPR. Nach dem II. Parteitag der SDAPR 1903 schloss er sich den Bolschewiki an. Auf dem III. Parteitag 1905 wurde er zum Mitglied des ZK gewählt. Dort war er Mitglied der Finanzgruppe und verantwortlich für die Literatur-Arbeit. Bogdanow gehörte zur Redaktion der Zeitungen Wperjod (Vorwärts), Proletari (Der Proletarier) und Nowaja Schisn (Neues Leben). Er nahm am V. (Londoner) Parteitag der SDAPR teil.
Zwischen 1904 und 1906 publizierte er drei Bände des philosophischen Werkes Empiriomonismus, in welchem er versuchte, den Marxismus mit den Philosophien von Ernst Mach, Wilhelm Ostwald und Richard Avenarius zu verbinden. Seine spätere Arbeit beeinflusste viele marxistische Theoretiker, einschließlich Nikolai Bucharin. Gegen Bogdanows Empiriomonismus verfasste Lenin seine philosophische Schrift Materialismus und Empiriokritizismus (1910), woraufhin Bogdanow mit der Schrift Glauben und Wissenschaft antwortete, welche erst 2023 in deutscher Sprache veröffentlicht wurde.
Nach der Revolution von 1905/1907 in Russland kam es zu ideologischen Konflikten mit Lenin. Bogdanow gründete 1909 die Zeitung Wperjod (Vorwärts) und stand an der Spitze der Otsowisten. Da er sich gegen die Linie der Partei wandte, wurde er bei einer Mini-Konferenz in Paris, die von der erweiterten Redaktion des Proletari organisiert worden war, aus der Partei ausgeschlossen. Die wperjodistischen Bolschewiki verstanden sich als die wahren Bolschewiki und hatten zunächst ebenso viel Zulauf wie die leninistische Linie. Sie gründeten 1909 die Parteischule in Capri, die mit Hilfe von Maxim Gorki zustande kam.
1913 kehrte Bogdanow infolge der Amnestie nach Moskau zurück. 1917 gründete er mit Lunatscharski, Pokrowski, Basarow und Skworzow die Sozialistische Akademie für Gesellschaftswissenschaften und wurde Mitglied der Kommission für die Übersetzung und Herausgabe der Marx-Engels-Werke. Ab 1918 war er einer der Organisatoren der „proletarischen Kultur“ (Proletkult), in der der Arbeiterschaft eine eigenständige Kultur- und Bildungsbewegung ermöglicht werden sollte. Außerdem versuchte er eine eigene Organisationstheorie der industriellen Organisationsformen zu erstellen.
Er verfasste auch futuristische Erzählungen, die er veröffentlichte. Sein Roman Der rote Stern ist eine moderne sozialistische Utopie, in der auch feministische Themen präsent sind. Kim Stanley Robinson ließ sich für seine Novelle Roter Mars durch Bogdanow inspirieren und schuf auch einen ihm ähnlichen Charakter seines Namens.
Kurz vor dem Ersten Weltkrieg schuf Bogdanow mit seiner monumentalen Tektologie eine breit angelegte Theorie der Weltorganisationsdynamik, die zugleich als Systemtheorie, als Krisen- und Katastrophentheorie, als Theorie der Nachhaltigkeit und als globale Kulturtheorie gelten kann. Ein wichtiges Anliegen bestand für ihn darin, die Menschheit vor dem Unterschreiten eines kulturellen Standards zu bewahren, und zu verhindern, dass es zu einer globalen Nivellierung und Anpassung nach unten kommt. Er befürchtete einen Rückfall der Zivilisationen in die elementare Barbarei.
Ab 1920 arbeitete Bogdanow als Professor für politische Ökonomie an der Kommunistischen Akademie, ab 1926 bekleidete er den Posten eines Direktors des von ihm gegründeten Instituts für Bluttransfusionen. Alexander Bogdanow starb 1928 bei einem wissenschaftlichen Selbstversuch des Blutaustausches als einer Art „medizinischen Jungbrunnen“. Er führte insgesamt zwölf Transfusionen an sich selbst durch.

## Familie
Alexanders Schwester, Anna Alexandrowna Malinowskaja, war von 1902 bis 1922 mit Anatoli Lunatscharski verheiratet. Das Paar hatte eine Tochter, Irina Lunatscharski.

## Zitate
„Ich persönlich kenne bis jetzt in der Literatur nur einen einzigen Empiriomonisten, nämlich einen gewissen A. Bogdanow. Den aber kenne ich dafür sehr gut, und ich kann garantieren, dass seine Auffassungen durchaus der sakramentalen Formel von der Ursprünglichkeit der Natur gegenüber dem Geist entsprechen.“

## Werke

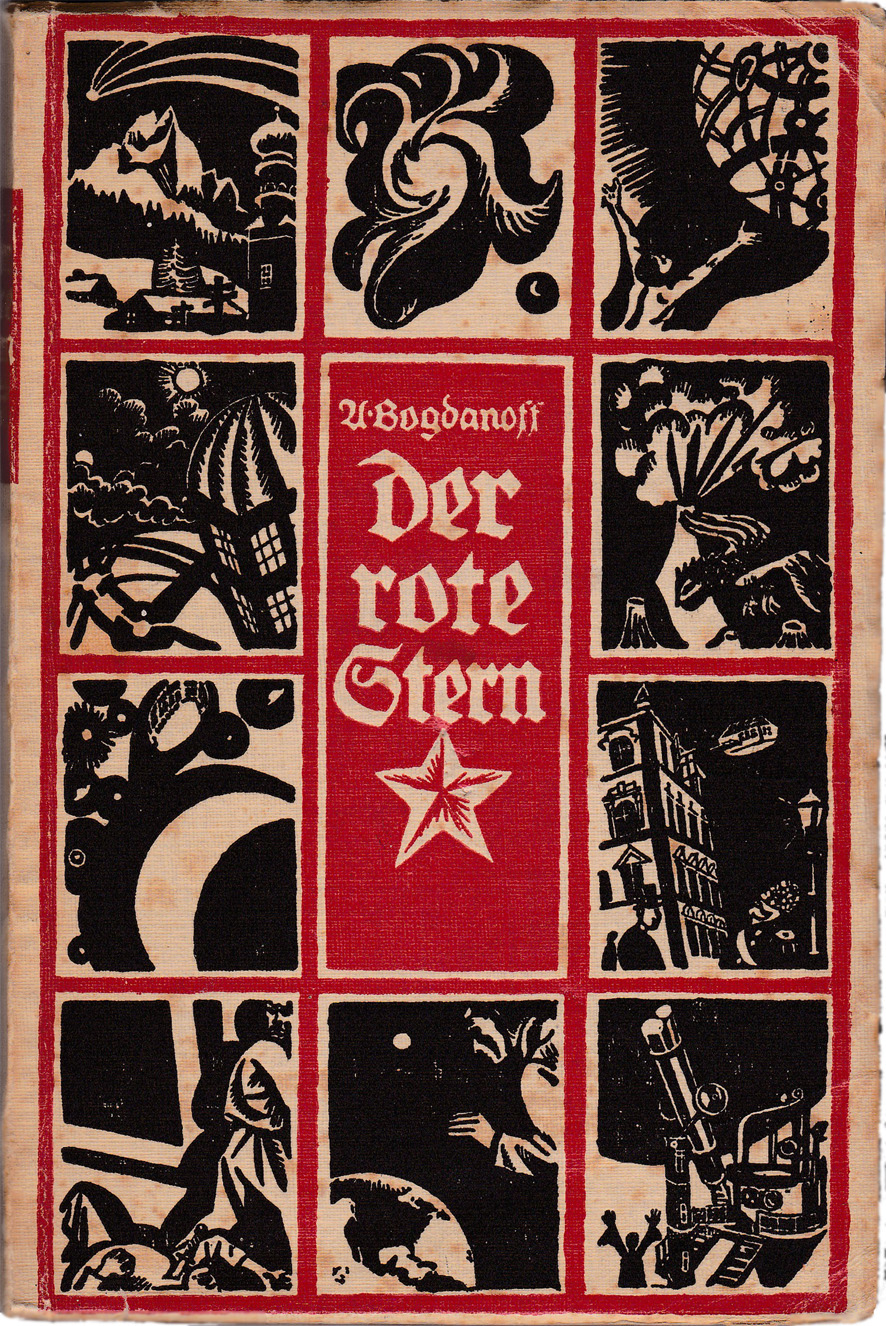
Der rote Stern (1923)

- Die Grundelemente der historischen Naturauffassung. Natur – Leben – Psyche – Gesellschaft. 1899.
- Aus der Psychologie der Gesellschaft. Dorowatowski und Tscharuschnikow, St. Petersburg 1904.
- Empiriomonismus. Buch 1–3, 1905–1907.
  - Englische Übersetzung von David G. Rowley (Hrsg.): Empiriomonism: Essays in Philosophy, Books 1–3. In: Historical Materialism Book Series (= Bogdanov Library). Band 197. Brill, Leiden Boston (Mass.) 2020.
- Das Land der Idole und die Philosophie des Marxismus. In: Otscherki po filossofi marxisma. Verlag Serno, St. Petersburg 1908.
- Der rote Stern. 1908.
  - deutsch: Der rote Stern. Ein utopistischer Roman. Aus dem Russischen übertragen von Hermynia Zur Mühlen. Verlag der Jugendinternationale, Berlin 1923
  - erneut: Der rote Stern. Ein utopischer Roman. Makol, Frankfurt am Main 1972.
  - erneut: Der rote Stern. Ein klassischer Science-Fiction-Roman. Heyne, München 1974, ISBN 3-453-30298-2.
  - erneut: Der rote Stern. Ein utopischer Roman. Luchterhand, Darmstadt 1982, ISBN 3-472-61431-5.
  - erneut: Der rote Planet. Utopischer Roman. Verlag Volk und Welt, Berlin 1984.
  - ebenfalls: Der rote Planet. Utopischer Roman. Buchclub 65 Vorzugsausgabe (Verlag Volk und Welt) 1984.
  - ebenfalls: Der rote Planet. Ingenieur Menni. Utopische Romane. Verlag Volk und Welt, Berlin 1989.
  - erneut: Der rote Stern. Europäischer Hochschulverlag, Bremen 2010, ISBN 978-3-86741-197-4.
  - Volltext.
- Ernst Mach und die Revolution, in: Die neue Zeit. 26. Jg. (1907–1908), 1. Bd. (1908), H. 20, S. 695–700
  - Digitalisat
- Abhandlungen zur Philosophie des Kollektivismus, St. Petersburg, 1909 (unter dem Pseudonym „N. Verner“)[5]
- Die Philosophie der lebendigen Erfahrung. 1913.
- Der Ingenieur Menni. 1913. (Roman, Vorgeschichte zu „Der rote Stern“)
- Die Wissenschaft vom gesellschaftlichen Bewußtsein. 1914.
  - dt.: „Die Entwicklungsformen der Gesellschaft und die Wissenschaft. Kurzgefaßter Lehrgang in Fragen und Antworten“. Der Nike Verlag, Berlin 1924 (Unautorisierte Übersetzung mit geändertem Titel)
  - Digitalisat
- Was ist proletarische Dichtung? In: пролетарская культура – Proletarskaja kultura. 1918.
  - deutsch: Was die proletarische Poesie ist. In: Ders.: Die Kunst und das Proletariat. Der Kentaur, Leipzig 1919.
  - wieder in: Russische Korrespondenz. 1. Jg., Nr. 11, August 1920, S. 447–453; weitere Folgedrucke in versch. Publikationen, auch gekürzt; anderssprachige Übersetzungen.
  - wieder als: Das Banner des „Proletkult“. In: Ästhetik & Kommunikation. Beträge zur politischen Erziehung. Jg. 2, 1972, H. 5–6 (Schwerpunktheft Proletkult), S. 76–84 (umfassende Befassung mit Bogdanow in der Vorrede zu dem entsprechenden Kapitel sowie in der ausführlichen Anmerkung zu Text 2, insbesondere zur Herkunft seiner Gedanken; in weiteren Beiträgen des Schwerpunkts ist er ebenfalls Thema).
- Einige Missverständnisse. Eine Antwort an Karl Kautsky. In: Die Gesellschaft. 2. Bd., 1925, Heft 9, S. 286–294. (Replik auf die in Heft 6 desselben Jahres erschienene Kritik Kautskys an „Die Entwicklungsformen der Gesellschaft und die Wissenschaft“ (1924))
  - Digitalisat
- Short Course of Economics Science. [Kurzer Abriß der Wirtschaftslehre] London: Communist Party of Great Britain, 1923 Digitalisat (rev. ed. 1925)
- Allgemeine Organisationslehre. Tektologie. 2 Bände. Organisation Verlagsgesellschaft, Berlin 1926/1928.
  - Digitalisate beider Bände
- Wissenschaft und Philosophie. Vier Dialoge. In: Ernst von Glasersfeld (1996): Grenzen des Begreifens. Bern: Benteli, S. 61–105. (Auszug aus Abhandlungen zur Philosophie des Kollektivismus (1909, s. o.), übersetzt von Isolde Maschke-Luschberger)
- Glauben und Wissenschaft. Eine Erwiderung auf Lenins »Materialismus und Empiriokritizismus«. Aus dem Russischen von Wladislaw Hedeler, Dietz Verlag, Berlin 2023, ISBN 978-3-320-02409-3.